# Майская исправительная революция
 Майская исправительная революция (араб. الحركة التصحيحية‎ [thawrat al-tashih]; англ. May Corrective Revolution) — отстранение от власти президентом Египта Анваром Садатом группы высших должностных лиц государства во главе с вице-президентом Али Сабри, осуществлённое 13 — 15 мая 1971 года (19 — 21 раби аль-авваля 1391 года Хиджры). Эти события первые пять лет официально именовались Майским исправительным движением и были провозглашены революцией только в речи Садата 1 мая 1976 года. Политический кризис мая 1971 года ознаменовал завершение переходного периода после смерти Гамаля Абдель Насера и сосредоточение в руках президента Садата всей полноты власти в стране.

## Раскол в руководстве Египта

### Садат на месте Насера
28 сентября 1970 года президент Объединённой Арабской Республики Гамаль Абдель Насер скоропостижно скончался от очередного инфаркта в своём доме после возвращения с церемонии проводов шейха Кувейта, проходившей в Каирском аэропорту. Вечером того же дня сопровождавший Насера на аэродром вице-президент Анвар Садат по радио сообщил стране о смерти её лидера. Он же стал исполнять обязанности главы государства.
Взлёт вице-президента на вершину власти был неожиданным. С июля 1970 года Насер отказывался принимать Садата, и тот был лишён возможности выполнять все свои формальные функции. (Высокопоставленные египетские политики рассказывали советскому журналисту и учёному Е. М. Примакову, что опала вице-президента была вызвана его поведением в период исполнения им обязанностей президента, когда Насер выезжал за рубеж. Садат наложил секвестр на понравившийся его жене Джейхан особняк в Каире, когда хозяин особняка отказался его продать. За пять недель до смерти Насера он был выслан в родную деревню и о серьёзном влиянии Садата на государственные дела в этот период речь уже не шла. Реальная власть в стране оказалась сосредоточенной в руках вице-президента Али Сабри и его сторонников, занимавших ключевые государственные, партийные и военные посты.

Слабость позиций Садата была очевидна. По стечению обстоятельств 1 октября 1970 года на похоронах Насера Али Сабри упал в обморок в бывшей резиденции Совета революционного командования, а вслед за ним упал в обморок и Садат, что некоторыми было воспринято как уловка с его стороны. Через два дня, 3 октября 1970 года контролировавшийся Сабри Арабский социалистический союз рекомендовал Анвара Садата на пост президента ОАР и на референдуме 15 октября обеспечил ему более 90 % голосов. Али Сабри говорил резиденту Комитета государственной безопасности СССР в Каире Вадиму Кирпиченко: 
Мы, верные ученики Насера и его убежденные последователи, полностью владеем ситуацией в стране. Управлять будем мы, а Садат будет скорее представительствовать. У нас в руках все: и армия, и партия, и органы безопасности....

Это мнение Али Сабри разделяли многие, как на Западе, так и на Востоке (премьер Госсовета Китайской Народной Республики Чжоу Эньлай даже заявил египетскому послу в Пекине, что «Советы убили Насера» чтобы таким образом усилить свой контроль над ОАР). Правительство, Арабский социалистический союз, МВД, спецслужбы и армия в самом деле не были подконтрольны Садату — рычаги власти были в руках сторонников маршала Али Сабри. Е. М. Примаков писал:
Многие считали это временным явлением. Были и такие – в том числе достаточно серьёзные наблюдатели, - которые определяли возможный срок нахождения Садата на посту президента всего в несколько месяцев» .

### Группа Сабри и Советский Союз
В группировку египетской элиты, которая, как считалось, ориентировалась на Советский Союз и служила гарантией продолжения курса Насера на построение арабского социализма, входили:
- Али Сабри — вице-президент Объединённой Арабской Республики, маршал авиации, член Высшего исполнительного комитета Арабского социалистического союза;
- Сами Шараф — государственный министр, куратор спецслужб, член Секретариата Авангарда социалистов (Tali’a)[10];
- Абдель Мохсен Абу ан-Нур — генеральный секретарь Арабского социалистического союза, генерал;
- Лабиб Шукейр — председатель Национального собрания ОАР, член Высшего исполнительного комитета Арабского социалистического союза;
- Диа эд-Дин Дауд — член Высшего исполнительного комитета Арабского социалистического союза;
- Шаарауи Гомаа — министр внутренних дел и вице-премьер, руководитель Авангарда социалистов;
- Мохаммед Фавзи — военный министр, генерал-лейтенант;
- Ахмед Камель — глава Директората общей разведки (Мухабарат), член Секретариата Авангарда социалистов;
- Мухаммед Файек — министр информации;
- Мухаммед Саад эд-Дин Зайед — министр жилищного строительства и коммунальных услуг;
- Хильми ас-Саид — министр энергетики;
- Амин Хувейди — глава Директората общей разведки (Мухабарат) в 1966 −1970 годах.

Сторонники Сабри были тесно связаны с Директоратом общей разведки, который сам Сабри возглавлял в 1950-х годах. В разное время в Мухабарате служили Мухаммед Саад эд-Дин Зайед, Мухаммед Файек и Абдель Мохсен Абу ан-Нур, не говоря уже об Ахмеде Камеле и Амине Хувейди. Впрочем, это вовсе не мешало им вести наблюдение не только за Садатом, но и друг за другом, и за своими же сторонниками. Некоторые наблюдатели считали, что особую роль в группе Сабри играл куратор спецслужб Сами Шараф, который по должности должен был быть тесно связан с советскими спецслужбами, однако бывший резидент КГБ в Каире В. А. Кирпиченко в мемуарах отрицал даже сам факт личного знакомства с ним.
Американский новостной журнал «Тайм» отмечал тесные родственные связи противников Садата: министр информации Мухаммед Файек был женат на племяннице Али Сабри, Мухаммед Фавзи и Сами Шараф были двоюродными братьями, один из министров был женат на дочери Шаарауи Гомаа.
Кроме того «Тайм» в те годы прямо называл основных лидеров группировки — Али Сабри, Сами Шарафа и Шаарауи Гомаа — «лучшими друзьями русских в Каире» англ. were the Russians' best friends in Cairo). Их поездки в СССР не были редкостью. Али Сабри посетил Москву в июне 1969 года, в апреле и декабре 1970 года, в июле 1969 года Советский Союз посещал Шаарауи Гомаа, в сентябре — Лабиб Шукейр и Диа эд-Дин Дауд. Шарауи Гомаа передавал руководителям СССР специальное послание Садата в начале 1971 года, Абдель Мухсен Абу ан-Нур выступал с приветственной речью на XXIV съезде КПСС и т.д .
Практически все члены группы активно способствовали продвижению Анвара Садата на пост президента. Али Сабри, Абу Мохсен Ан-Нур, ещё занимавший пост заместителя генерального секретаря АСС и Диа эд-Дин Дауд обеспечили ему выдвижение на этот пост и партийную поддержку, министр внутренних дел Шаарауи Гомаа отвечал за проведение референдума и на пресс-конференции сообщил о победе Садата (при формировании правительства 18 ноября 1970 года он также получил пост вице-премьера), Лабиб Шукейр обеспечил Садату поддержку Национального собрания, военный министр Мухаммед Фавзи — поддержку армии.
Что же касается Садата и его окружения, то они за глаза именовали Али Сабри и его товарищей «крокодилами». По иронии судьбы и в посольстве СССР для удобства и конспирации всех участников этой группы стали называть так же.
Через некоторое время поведение Садата перестало устраивать тех, кто содействовал его восхождению.
2 февраля 1971 года Совет национальной безопасности ОАР с подачи Али Сабри не поддержал инициативу Садата об открытии Суэцкого канала — маршал утверждал, что Египет ничего от неё не получит, так как Европе важно судоходство по каналу, а не судьба египетских территорий. Сабри и Гомаа потребовали созыва широкого совещания в традициях Насера, с участием генералитета, но президент ответил отказом и 4 февраля инициатива была опубликована.
Теперь Али Сабри и его сторонники довольно часто встречались с послом СССР в Каире В. М. Виноградовым, делились с ним своими соображениями по поводу текущей политики и всё активнее критиковали Анвара Садата. Советская сторона оказалась в сложном положении: с одной стороны Садат открыто выступал за продолжение курса Насера и настоятельно рекомендовал связи с «друзьями СССР», а «друзья СССР», с другой стороны, выступали против Садата, никак не обозначившего своего нежелания сотрудничать с Советским Союзом. К этому моменту СССР предоставил Египту вооружений на три миллиарда долларов, направил в египетскую армию около 19 000 (другие данные — от 15 000) военных специалистов, развернул на египетской земле широкомасштабное индустриальное и социальное строительство. Казалось, что в ближайшей перспективе две страны будут связаны неразрывно.

### Инициатива Каддафи и конфликт в руководстве Египта
К концу весны 1971 года конфликт между Садатом и Сабри стал уже открытым. Поводом для этого стала инициатива нового ливийского лидера Муаммара Каддафи объединить Египет, Сирию и Ливию в Федерацию Арабских Республик. Садат без согласования с Али Сабри и его сторонниками поддержал эту идею, в середине апреля собрал в Каире общеарабское совещание с участием Каддафи, Хафеза Асада, Джафара Нимейри и Ясира Арафата, через несколько дней подписал в Бенгази Декларацию о создании ФАР и, по возвращении в Каир, выступил с речью по национальному радио.
21 апреля 1971 года Али Сабри и его сторонники на чрезвычайном заседании Высшего исполнительного комитета Арабского социалистического союза раскритиковали Садата, объявили его решение непродуманным и неподготовленным, указали президенту на серьёзные идеологические разногласия с руководством Сирии и на несовершенство проекта устава ФАР. Голосование прошло с разгромным счётом — за линию Садата проголосовал (кроме него самого) только М.Фавзи. Однако, не желая выносить вопрос о Федерации на всеобщее народное обсуждение, как этого требовал Садат, Али Сабри вынужден был согласиться с созывом расширенного заседания Центрального комитета АСС.
Это противостояние совпало с конфликтом между новым президентом и семьёй Насера, у которой Садат затребовал президентский автомобиль «Мерседес» стоимостью 36000 долларов, оставшийся стоять в семейном гараже. Однако родственники Насера отказались вернуть «Мерседес», заявив, что тот являлся личным имуществом покойного, а не государственной собственностью. Спор Садата с семьёй Насера завершился тем, что сын Насера Халед облил автомобиль бензином и сжёг. Другим политическим выпадом против своего предшественника стало освобождение Садатом в те же дни группы военных, арестованных Насером как виновников поражения 1967 года — бывшего военного министра Шамса эд-Дина Бадрана, заместителя министра внутренних дел Аббаса Радвана и бывшего начальника Мухабарата Салаха Насра.
26 апреля, в день, когда Сирия и Ливия одобрили план создания ФАР, Анвар Садат и Али Сабри открыто вступили в противоборство на заседании ЦК АСС. В ответ на разгромную речь Сабри Садат заявил, что заключение договоров является законным правом президента, пригрозил отставкой и вынесением вопроса о ФАР на референдум. Сторонники Сабри дрогнули. Многие из них, разделяя мнение вице-президента о том, что Садат хочет похоронить насеризм, считали, что в стране есть деятели куда реакционнее и уход Садата ослабит позиции левых. Министр внутренних дел Шаарауи Гомаа, опасаясь прямого обращения Садата к народу, отказал Сабри в поддержке и стороны пошли на компромисс. ЦК АСС сформировал комиссию во главе с Абу ан-Нуром для изучения мнений, выраженных членами ЦК, а вопрос о Федерации так и не был вынесен на голосование.

### Реакция в Москве
Тем временем резидентуры КГБ СССР и Главного разведывательного управления Генштаба получали информацию об отходе Анвара Садата от курса Насера и о наметившейся переориентации на США. В большинстве случаев оценки разведчиков совпадали с мнением заведующего отделом стран Ближнего и Среднего Востока Министерства иностранных дел СССР М. Д. Сытенко и его заместителя Е.Д. Пырлина. В конце апреля руководство СССР проявило озабоченность ситуацией в Египте и конфликтом между его лидерами.
28 апреля 1971 года во второй половине дня на аэродром Каира неожиданно прибыл советский спецрейс, который должен был срочно доставить в Москву на заседание Политбюро ЦК КПСС посла В. М. Виноградова, старшего военного советника генерал-полковника В. В. Окунева и резидента КГБ В. А. Кирпиченко. Ночью на 29 апреля все трое вылетели из Каира, и через Будапешт были доставлены в Москву. На заседании Политбюро В. М. Виноградов и В. В. Окунев не стали высказывать опасений по поводу курса Садата и говорили о больших перспективах развития отношений, но В. А. Кирпиченко заявил, что Садат «ведет линию на разрыв с нами и обманывает нас». Он с неприязнью отозвался о личности египетского президента и сообщил о нестабильности в руководстве ОАР. Однако возникшая после этого дискуссия не привела к каким-либо кардинальным решениям. Явная деятельность египетского президента во многом могла обнадёживать советских лидеров. Он клялся в верности советско-арабской дружбе и социализму, уверял, что не сможет обойтись без советской военной помощи, а также пытался найти пути мирного урегулирования конфликта с Израилем, что вполне устроило бы руководителей СССР, особенно глав МИД и министерства обороны. В Москве решили ничего не менять и ничего не предпринимать. Анвар Садат избежал осложнений, а Али Сабри был теперь предоставлен собственной судьбе.

### Шаткий компромисс в пользу Садата
В это время Садат и Сабри пошли на некоторые взаимные уступки и проект устава ФАР был изменён. 29 апреля, когда лидеры СССР решали судьбу Садата, состоявшиеся под его председательством заседания ЦК АСС и кабинета министров ОАР одобрили создание Федерации Арабских Республик. Парламентская группа АСС и Национальное собрание также проголосовали на Федерацию, хотя «за» высказались только 185 депутатов из 360. На следующий день создание ФАР стало главной темой для каирской прессы. Это было немалым успехом президента — теперь он выступал проводником идеи арабского единства и его популярность росла.

## Майский «шторм»

### Первомайская речь Садата и отставка Али Сабри
Стабильность продержалась около суток. Али Сабри по прежнему был настроен против Федерации, Шаарауи Гомаа резко возражал против задуманной Садатом конституционной реформы, которая должна была дать гарантии гражданских свобод, военный министр Фавзи подозрительно относился к начатому президентом диалогу с США, а через них и с Израилем. Анвар Садат тоже не собирался долго довольствоваться компромиссом. В эти дни руководитель Директората общей разведки Ахмед Камель доложил государственному министру Сами Шарафу, что президент планирует сместить Сабри с постов и порекомендовал показать Садату, что его противники вовсе не так слабы духом, как тот считал.
Но Анвар Садат нанёс удар первым. 1 мая он выступил с традиционной первомайской речью перед рабочими Хелуана, где при участии советских специалистов строился металлургический комбинат, и дал высокую оценку дружбе с СССР. Митинг скандировал «Да здравствует арабо-советская дружба!», а Садат неожиданно отошёл от согласованного с Сабри текста речи и стал говорить о неких «центрах сил» которые пытаются подчинить революцию своим интересам и манипулировать народом. Он напрямую обратился к египтянам, объявляя себя гарантом того, что отныне дело революции будет делом всего народа, и он не допустит узурпации власти какой либо группировкой элиты. Вечером того же дня Садат подписал декрет об освобождении маршала Али Сабри от обязанностей вице-президента.
2 мая этот президентский декрет был опубликован египетской прессой и распространён агентством МЕН. Через сутки советская печать опубликовала сообщение о падении «верного друга СССР» в несколько строк, без каких-либо комментариев.

### Миссия Роджерса
Смещение Али Сабри, которого в Вашингтоне считали «человеком Москвы», совпало с новым этапом переговоров по урегулированию Ближневосточного кризиса и казалось, что внутренний конфликт отошёл на второй план. Через четыре дня после хелуанской речи, 5 мая 1971 года, в Каир прибыл государственный секретарь США Уильям Роджерс, выступавший посредником между руководителями Египта и Израиля. Во время беседы с ним Садат проявил инициативу и коснулся советско-египетских отношений. Он пообещал Роджерсу, что вышлет из Египта советский военный персонал как только израильская армия начнёт первый этап эвакуации с Синайского полуострова, и пообещал восстановить дипломатические отношения с США в полном объёме. Тем временем официальная египетская пресса, осуществляя информационное прикрытие, подвергала резкой критике миссию Роджерса и политику США. 7 мая «Аль-Ахбар», «Аль-Гумхурия» и «Иджипшн газетт» вышли с заголовками — «Переговоры Роджерса не были удовлетворительными», «Ничего нового в позиции США», «Очевидные расхождения в позициях США и ОАР». В тот же день Садат по традиции выступил в мечети Эль-Хусейн в Каире после пятничной молитвы. Он говорил об арабском единстве, о Федерации Арабских Республики и призывал народ к упорному труду ради достижения победы. Прошло ещё несколько дней и казалось, что положение остаётся стабильным: президент Садат вёл активную политическую деятельность, отстранённый от власти Али Сабри был занят бесполезной перепиской с Секретариатом АСС, а его сторонники на министерских и партийных постах вели себя лояльно и не пытались вставлять президенту палки в колёса.
Но это была только видимость. В эти дни Анвар Садат вызвал к себе Генерального прокурора ОАР Абу Зейда Фахми и поручил ему обеспечить юридическое обоснование для смещения с постов группы министров и последующего судебного разбирательства над ними.

### Две магнитофонные кассеты
Рано утром 10 мая 1971 года молодой агент Директората контрразведки Таха Заки (племянник личного секретаря Садата Ф. Абдель Хафеза) явился к воротам президентской виллы и потребовал аудиенции по очень важному вопросу. После долгих переговоров с охраной он был пропущен. Офицер, занимавшийся прослушиванием телефонных переговоров, принёс Садату две магнитофонные кассеты с записями, сделанными в доме президента по приказу Шааруаи Гомаа, а также прослушки переговоров между самими сторонниками Сабри. Прослушав одну кассету Садат узнал всё, что говорил он сам в своём доме, вторая поведала ему о намерении Шаарау Гомаа окружить Каирское радио агентами в штатском, чтобы не допустить обращения президента к народу, и возможно, его арестовать. Он так же услышал, как Али Сабри говорил о самом Садате — «Этот человек может продать страну израильтянам или американцам, а мы узнаем об этом только из газет. Предупреди его, Шаарауи».
Такова была официальная версия этого происшествия, позднее неоднократно изложенная самим Садатом. Возможно, как считали многие, акция была инспирирована самим президентом с целью создать предлог для расправы над оппозицией. Однако нельзя полностью исключить и личной инициативы Заки: в период майского противостояния многие использовали шанс выдвинуться, как, например, Хасан Ибрагим, генералы Мамдух Салем или Саад аш-Шазли. Даже зять Насера Ашраф Марван, не пожелавший разделять опалу, постигшую его семью, позднее вступит в драку с секретарём министра Сами Шарафа, отберёт у него секретные документы и в награду будет назначен секретарём президента по информации.
В тот же день Садат выступил в парламентском комитете Арабского социалистического союза и заявил: «США — одна из главных сил, и если мы будем её игнорировать, то это означает просто прятать голову под страусиное крыло». Это можно было расценивать как сигнал, предостерегающий от односторонней ориентации на Советский Союз. Через день, 12 мая, Садат оказался на Суэцком фронте и встретился с командованием вооружённых сил. Он осветил вопросы военного положения, развития страны и создания ФАР, а также заверил военных, что вероятность заключения мира с Израилем равна 1: 100. Это был удар по военному министру Фавзи. Армия была раздражена политический вознёй в Каире и желала её прекращения. Высшие офицеры, опасавшиеся компромисса с Израилем за счёт египетских территорий, приняли аргументы и заверения Садата и уже не видели смысла объединяться вокруг своего министра.

### Канун. Падение Шаарауи Гомаа
Как только Анвар Садат вернулся в Каир, туда же в экстренном порядке прилетел и губернатор Александрии генерал Мамдух Салем, бывший помощник по вопросам безопасности президента Насера. Корреспондент «Тайм» в Каире Дэн Кодджин утверждал, что Салем сообщил Садату о том, что агенты Шааруаи Гомаа из «Авангарда социалистов» в ближайшие дни совершат покушение на жизнь президента во время посещения им Александрийского университета. Садат немедленно отложил поездку в Александрию.
Государственный министр Хасан Ибрагим так же поспешил сообщить президенту о заговоре. В Каире утверждали, что Садата должны были арестовать ночью, во время вечеринки, которую он планировал провести в годовщину свадьбы дочери.
13 мая Анвар Садат позвонил государственному министру Сами Шарафу, отвечавшему за вопросы президентства и попросил его передать министру внутренних дел Шаарауи Гомаа, что принял его отставку, хотя тот об отставке вовсе не просил. Об этом почти сразу же стало известно не только Шарафу, но и в военном ведомстве. Получив информацию от военной разведки, генерал Мухаммед Фавзи сообщил главе Директората общей разведки Ахмеду Камелю, что Мамдух Салем находится у Садата, что президент запросил у Фавзи текст присяги и что Салем должен сменить Гомаа, отправленного в отставку. Однако дальше обмена информацией дело не пошло и отставка Шаарауи Гомаа с постов вице-премьера и руководителя МВД состоялась беспрепятственно.

### Развязка
Вечером 13 мая 1971 года Каирское радио неожиданно сообщило стране об отставке Шаарауи Гомаа со всех постов. Реакция противников Садата последовала почти сразу же и была не менее неожиданной. Сначала радио передало заявления об отставках государственного министра по делам президентства Сами Шарафа, министра информации Мухаммеда Файека, министра жилищного строительства и коммунальных услуг Мухаммеда Саад эд-Дин Зайеда и министра энергетики Хильми ас-Саида. Президента Садата об этих заявлениях никто предварительно не уведомлял. Почти сразу же радио передало заявления об уходе Абдель Мохсена Абу ан-Нура с поста генерального секретаря Арабского социалистического союза и о выходе Дия эд-Дина Дауда из Высшего исполнительного комитета АСС, об отставке Лабиба Шукейра с поста председателя Национального собрания, а генерала Мухаммеда Фавзи — с поста военного министра. Всего подали в отставку 5 министров (не считая раннее смешённого Гомаа) и три члена Высшего исполнительного комитета АСС. Они в ожидании неминуемого конституционного кризиса разъехались по своим резиденциям отдыхать от майской жары.
Незадолго до этого генерал Мухаммед Фавзи поручил командующему войсками Красноморского военного округа генерал-майору Сааду ад-Дину аш-Шазли, контролировавшему части специального назначения «Сайгка» («Удар молнии»), прибыть с подчинёнными в Каир и, после объявления по радио об отставке министров, арестовать Садата. Однако Шазли, не возражая начальнику, отставка которого была предрешена, просто ничего не стал делать.
Тем временем офицеры советского контингента заметили усиление египетского охранения по периметру своих позиций, и командиры некоторых частей на свой страх и риск отдали распоряжение привести в боеготовность зенитные установки ЗУ-23 и перевести их в положение для стрельбы по наземным целям
В резиденции Садата сообщение об отставках не вызвало никакой видимой реакции: корреспондент журнала «Тайм» Гэвин Скотт, около часа проведший в президентском особняке, не заметил там никаких признаков тревоги. Министр по делам Национального собрания Мухаммед Абдель Салям аз-Зайят был назначен Садатом исполняющим обязанности министра информации вместо Мухаммеда Файека и взял под контроль радио и телевидение.
Время шло, а расчёт противников президента на то что, что после объявления об их уходе народ выйдет на улицы, так и не оправдался. Обеспокоенный генерал Фавзи позвонил генерал-майору Сааду аш-Шазли и потребовал от него начать военную операцию в Каире. Шазли на словах вновь согласился поддержать теперь уже бывшего министра, однако продолжал выжидать. Вскоре он позвонил Садату и доложил ему обо всём. Начальник генерального штаба генерал Мухаммед Ахмед Садек, начальник военной разведки Ахмед Исмаил Али и другие высшие армейские офицеры так же подтвердили верность президенту. Садек поднял по тревоге войска, расположенные в Каире и в его окрестностях и по распоряжению Садата занял кресло Мухаммеда Фавзи. Стало ясно, что армия не сдвинется с места без приказа президента.
В 23:00 по радио прозвучала патриотическая песня «Пробил час революции!», после чего сторонники Садата начали активные действия (впрочем, официальная версия позднее утверждала, что песня была сигналом для выступления заговорщиков, а не сторонников президента). Губернатор Александрии генерал Мамдух Салем, уже назначенный на пост главы МВД, лично возглавил взвод ведавшей охраной главы государства Республиканской гвардии (англ. Republican Guard) и направился вступать в свои законные права. Он занял главную квартиру министерства внутренних дел и арестовал там начальника секретной службы МВД генерал-майора Хасана Талаата, пытавшегося сжечь компрометирующие документы. Затем Салем отправил Шаарауи Гомаа под домашний арест и взял под свой контроль полицию Египта и другие подчинённые министерству силовые структуры.
В это же время другие подразделения Республиканской гвардии заняли резиденции Али Сабри и подавших в отставку политиков, поместив их под домашний арест.
Сообщение об аресте Али Сабри и его сторонников застало советских дипломатов и разведчиков врасплох. Несмотря на то, что, как утверждали, посол СССР В.Виноградов посещал Сами Шарафа за час до объявления о его отставке и должен был знать критичность ситуации, основная часть высокопоставленных советских представителей отправилась на вечер дружбы, устроенный в посольстве Германской Демократической Республики. Сообщение о новом повороте событий было получено в разгар праздника, и советские дипломаты спешно покинули иллюминированный сад восточногерманского посольства, отправившись разбираться с новой обстановкой. Ночью советские военнослужащие в Египте были подняты по тревоге, зенитные самоходные установки «Шилка» были передислоцированы с боевых позиций к командным пунктам и прочим важным объектам. Личному составу объявили, то возможны провокации с египетской стороны, а позднее дали разъяснения, что в ОАР произошёл «контрреволюционный переворот».
Позиция СССР продолжала оставаться пассивной и американский журнал «Тайм» был во многом прав в те дни, когда отмечал, что «нет никакого устойчивого свидетельства советской причастности» к событиям в Каире.

### 14 мая
Кризис в Египте вызвал переполох в столицах Ливии, Сирии и Судана. Председатель Революционного совета Демократической Республики Судан Джафар Нимейри немедленно вылетел в Каир для выяснения ситуации. Туда же в экстренном порядке направились вице-президент Сирии Махмуд аль-Айюби и член Совета революционного командования Ливии, заместитель премьер-министра Абдель Салам Джеллуд. Садат встретился с Нимейри, побеседовал с членами сирийской и ливийской делегаций и, скорее всего, успокоил союзников, как мог. В тот же день аль-Айюби и Джеллуд вылетели на родину.
Пока Садат вёл переговоры, в столице была созвана экстренная сессия оставшегося без спикера Национального собрания. Министр социальных дел Хафез Бадауи при поддержке депутатов Верхнего Египта и дельты Нила возглавил парламентские дебаты. Он был избран председателем Национального собрания и добился лишения парламентской неприкосновенности своего предшественника Лабиба Шукейра, а также двух его заместителей. При голосовании 345 депутатов встали на сторону власти и только 15 отказались осуждать Али Сабри и его сторонников.
Вечером страна и весь арабский мир узнали официальную версию случившегося накануне. Президент Анвар Садат выступил с речью по радио и телевидению и заявил, что отставки руководящих деятелей АСС и нескольких министров вызваны в первую очередь их оппозицией созданию Федерации Арабских Республик. Он со слезами на глазах рассказывал о том, как его предали соратники, о том, что его дом прослушивался спецслужбами и о патриотическом поступке молодого офицера Таха Заки. Садат говорил о демократизации общественной жизни, о смягчении внутреннего курса, ослаблении полицейских репрессий и расширении личных свобод, о том, что будет сформирован специальный подкомитет Национального комитета безопасности для расследования вопросов ущемления гражданских свобод и действий отдельных лиц, чья деятельность противоречила интересам и безопасности страны. Высказываясь за стабильность и единство в условиях войны с Израилем он говорил: «Я сказал военным, что искрошу любого, кто попытается подорвать наш внутренний фронт».
«Шторм закончился» — заявил Садат.

## После «шторма»

### Охота на «крокодилов»
После выступления президента толпы египтян вышли на улицы Каира с его портретами и криками «Садат! Садат!». Они требовали смертной казни для смещённых с постов министра внутренних дел Шарауи Гомаа и министра обороны генерала Мохаммеда Фавзи. Арестованных министров стали переводить из под домашнего ареста в тюрьмы. Как писала египетская пресса, Шаарауи Гомаа был по иронии судьбы отправлен в тюрьму, на дверях которой была закреплена мемориальная доска с надписью, что тюрьма открыта в его присутствии и с его участием. А с начальником секретной службы министерства внутренних дел генералом Хасаном Талаатом Республиканская гвардия при аресте обошлась так, что того пришлось отправить в госпиталь, а не в тюремную камеру.
Сам Анвар Садат по просьбе главы Верховного комиссариата полиции дал согласие стать верховным комиссаром полиции ОАР. Были предприняты серьёзные меры по обеспечению его безопасности. Теперь подступы к президентской резиденции были блокированы полицией, а бронированный лимузин главы государства стал сопровождаться эскортом мотоциклистов и пятью автомобилями охраны.
По стране прокатились аресты и тех, кто был связан с Али Сабри, и тех, кто не имел к нему никакого отношения (например, лауреат Ленинской премии мира «красный майор» Халед Мохи эд-Дин провёл несколько месяцев в тюрьме скорее за симпатии к СССР).
Только с 13 по 15 мая по некоторым данным были арестованы около 500 человек, в первую очередь в Авангарде социалистов, роспуск которого был предрешён. По данным журнала «Тайм» всего в мае 1971 года были арестованы, понижены в должности или уволены из армии около 500 офицеров, репрессии затронули около 300 чиновников государственного аппарата. Из 25 губернаторов провинций 13 были заменены, полиция задержала более тысячи членов Авангарда социалистов. Множество заключённых были свезены в подвал Генеральной прокуратуры и были вынуждены спать там на голом полу Другой временной тюрьмой стал столичный полицейский колледж. Агентство МЕН сообщало, что был отдан приказ об аресте ряда работников радио и телевидения, произведены отставки в различных учреждениях, а каирская печать писала об увольнениях и назначениях в ряде министерств и ведомств, в том числе в Министерстве информации и в руководстве службы безопасности.

### Новое правительство
На следующий день, 15 мая, был опубликован декрет Садата от 14 мая о составе нового правительстве во главе с прежним премьером Махмудом Фавзи, и было сообщено о присяге кабинета. Министр иностранных дел Махмуд Риад, и получившие портфели 13 мая Салах Салем и Мухаммед Садек сохранили свои посты. Заместителем премьер-министра и министром информации стал Абдель Кадер Хатем, министром по делам президентства Мухаммед Ахмед, Хусейн аль-Шафеи был вновь назначен вице-президентом, теперь уже единственным. Новое правительство объявило о смягчении цензуры прессы и о том, что сняло прослушивание с 11 000 телефонных номеров. Тогда же вооруженные силы выразили полную поддержку Садату. 16 мая генерал Саад эд-Дин аш-Шазли, в решающий день 13 мая не сделавший ничего ни для одной из противостоящих сторон (не считая звонка Садату), был назначен начальником Генерального штаба египетской армии. Новым руководителем Директората общей разведки (Мухабарат) стал глава военной разведки Ахмед Исмаил Али, в своё время снятый Насером с должности начальника Генштаба.
20 мая Садат выступил с большой речью в Национальном собрании. Словно желая оставить в прошлом проблему Али Сабри, он заявил, что не будет долго останавливаться на событиях прошлой недели, а о ведущемся следствии собранию доложит генеральный прокурор. Портреты Гамаля Абдель Насера стали постепенно исчезать с улиц, из учреждений и организаций. Их постепенно заменяли портреты Анвара Садата. Один из западных дипломатов в Каире заметил, что восьмимесячный период «междуцарствия» завершился и Садат стал полноправным преемником Насера.

### Советско-египетский договор и миссия Е. М. Примакова
Разбираясь с левой оппозицией и посылая обнадёживающие сигналы США и западным странам, Анвар Садат прилагал немалые усилия, чтобы обезопасить себя со стороны СССР. Ещё в конце марта он предложил Москве заключить с Египтом большой договор о союзе и дальнейшем развитии отношений, приурочив это предложение в XXIV съезду КПСС. Не прошло и недели после майских событий, как египетская печать уже обсуждала предстоящий визит в ОАР Председателя Президиума Верховного Совета СССР Н. В. Подгорного. Каирские газеты и журналы воспевали советско-египетскую дружбу и называли все «измышления западной печати» о победе в ОАР «сторонников Запада над сторонниками Советского Союза» абсолютным вздором.
25 мая 1971 года Анвар Садат лично встретил Н. В. Подгорного в Каирском аэропорту и устроил ему пышный приём с торжественным кортежем по улицам ликующей египетской столицы. 27 мая 1971 года, после переговоров в республиканском дворце Кубба, советско-египетский договор о дружбе и сотрудничестве был подписан. В опубликованном по итогам визита коммюнике говорилось, что «советская сторона высоко оценила выраженную Анваром Садатом решимость руководства ОАР следовать по прогрессивному, антиимпериалистическому пути, которого придерживался Г. А. Насер.., неуклонно проводить курс, направленный на обеспечение социального прогресса и социалистического переустройства общества».
Когда все определяющие решения по Египту уже были приняты и договор был заключён, в Москве задним числом заинтересовались реальной обстановкой в Каире. Через несколько дней после того, как Н. В. Подгорный улетел из ОАР, Евгений Максимович Примаков, до того пять лет отработавший корреспондентом в Египте, был вызван генеральным директором ТАСС Л. М. Замятиным и снова отправлен туда на месяц в качестве специального корреспондента ТАСС. Примаков немедленно вылетел в Каир, где встретился с египетскими деятелями, известными ему по прежним командировкам: вице-премьером, «отцом египетской индустриализации» Азизом Сидки, Ахмедом Хамрушем, Фуадом Мурси, журналистами, политическими обозревателями ведущих каирских газет Мухаммедом Ода, Филиппом Галябом, Мухаммедом Саидом Ахмедом, Адилем Хусейном, официальным представителем правительства ОАР Тахсином Баширом, а также с западными журналистами.
12 июня 1971 года, на следующий день после большой речи Садата, в которой тот заявлял, что «решимость продолжать движение по пути социалистических преобразований и создания социалистического общества — это историческое предопределение нашей нации», Примаков встретился с корреспондентом «The New York Times» Р. Андерсоном, от которого узнал о майских договоренностях Садата с Уильямом Роджерсом.
Примаков составил для передачи в центр шифротелеграммы, в которых утверждал, что в Египте «наблюдается сдвиг вправо», что сместившая мелкобуржуазную группировку социалистов группировка Садата представляет интересы новой египетской буржуазии и майские события «намного сложнее, чем просто смена лиц в руководстве».
Однако выводы Е. М. Примакова о том, что Садат пойдёт на сворачивание отношений с СССР и откажется от левого курса, были отрицательно восприняты послом В. М. Виноградовым, который даже отказался передавать шифротелеграммы Примакова через каналы связи посольства. Тому пришлось вылететь в Ливан и посылать их из Бейрута. Анализирую новую обстановку, Е. М. Примаков писал в Москву:
Арест или смещение группы руководящих деятелей в Арабском социалистическом союзе (АСС), сопровождаемые роспуском секретной организации "Авангард социалистов", составлявшей ядро АСС, радикальным образом меняет политическую обстановку. После 1967 года АСС практически бездействовал, но руководящее ядро все-таки скрепляло шестимиллионный Арабский социалистический союз и сохраняло его в качестве одного из "центров силы" в ОАР. Новое временное руководство АСС сверху донизу комплектуется, за редким исключением, из консервативных элементов.
Выступление Садата 11 июня, в котором прослеживалась линия на сопротивление реакции и продолжение социальных преобразований в ОАР, подготовленное Хейкалом, показывает, что те, кто пытается его "направить", стремятся сохранить нового президента на центристских позициях. Но Садат - это не Насер, из него сделать Насера невозможно. Обстановка в ОАР становится другой».

### Новая страна
Египет действительно становился другим. Получив фактически неограниченную власть, Анвар Садат очень активно занялся тем, что начал решать накопившиеся за последние годы правления Насера проблемы, одновременно претворяя в жизнь своё видение перспектив развития страны. Летом правящий Арабский социалистический союз был радикально реорганизован и превращён в инструмент политики президента. Была принята новая, на этот раз постоянная конституция и страна получила новое название — Арабская Республика Египет, были проведены реформа административной системы, реорганизация и чистка государственного аппарата. На референдуме 1 сентября египтяне одобрили Конституцию Федерации Арабских Республик и 4 октября Анвар Садат стал председателем Президентского совета ФАР. В дальнейшем Садат изменил внешнюю политику, отказавшись от союза с СССР, а во внутренней политике начал переход к рыночным экономическим реформам и ограниченной многопартийности.
Границы власти и влияния Садата простирались так далеко, что в 1971 году он позволил себе, на западный манер, провозгласить жену Джейхан Садат первой леди Египта, что резко противоречило египетским культурным и политическим традициям.

### Судьбы участников конфликта
Судьба Али Сабри и его сторонников была предопределена с того дня, как их поместили в тюремные камеры: их ждал суд и суровые приговоры по обвинению в государственной измене. На проходившем в каирском пригороде Геолиополисе судебном процессе главные обвиняемые были приговорены к смертной казни, заменённой тюремным сроками. Когда государственный министр Мухаммед Абдель Салям эз-Зайят и прокурор Мухаммед Махер Хасан пришли к выводу, что нет оснований обвинять подсудимых в предательстве и приговаривать их к смертной казни, Садат заменил Хасана на Абу Зейда Фахми, который добился нужных приговоров, а через годы сам же заявил, что весь процесс был сплошной фальсификацией. В большинстве своём осуждённые были освобождены ещё при Садате и больше никакой роли не играли. В политику вернулся только Диа эд-Дин Дауд, после освобождения возглавивший Демократическую насеристскую партию.
Судьбы тех, кто поддержал Анвара Садата, были более разнообразны. Мамдух Салем стал премьер-министром Египта, Исмаил Хасан Али — военным министром, Мухаммед Абдель Салям эз-Зайят, несмотря на излишнюю самостоятельность на процессе «крокодилов» — генеральным секретарём Арабского социалистического союза.
Новый военный министр Мухаммед Ахмед Садек был назначен главнокомандующим вооружёнными силами, но неожиданно отправлен в отставку 26 октября 1972 года и навсегда удалён из политики. Начальник Генштаба Саад эд-Дин аш-Шазли был отправлен в отставку 13 декабря 1973 года по итогам Октябрьской войны, отослан послом за границу, где обвинил Садата в предательстве и пытался объединить оппозицию для его свержения.

## Оценки событий мая 1971 года
В мае 1971 года, сразу после событий, египетская пресса начала писать о «революции 15 мая, корректирующей революцию 23 июля», однако официальной поддержки эта формулировка тогда не получила. Вместо «революции» предпочитали писать и говорить об «исправительном движении», по аналогии с тем, как в Сирии именовался приход к власти Хафеза Асада. Выступая 25 июля 1972 года на открытии юбилейной сессии Всеобщего народного конгресса АСС, Садат говорил, что «у нас нет иной революции, кроме революции 23 июля». В программном Октябрьском документе 1974 года также говорилось о Майском исправительном движении. Только 1 мая 1976 года, после явного разрыва с СССР, Садат впервые заявил, что события 15 мая 1971 года были не просто движением, а «исправительной революцией», направленной на спасение Июльской революции, которая «содержала наряду с правильными моментами и ошибки, которые подлежат устранению». Теперь официальная пропаганда трактовала Майскую исправительную революцию как рывок к новой, открытой всему миру, социально-экономической системе без советского присутствия.
- Известный египетский правовед Сейф ад-Давля считал эти события «дворцовым переворотом», совершенным самой властью, при содействии серьёзных социальных сил;
- Египетские коммунисты говорили о давно готовившемся и осуществлённом правыми прозападными силами перевороте 15 мая, лишившем египетскую революцию её прогрессивной направленности;
- Близкий к правящим кругам Мухаммед Хасанейн Хейкал утверждал, что конфликт был не в идейных расхождениях сторон — «это была борьба за власть между новым президентом, старающимся утвердить себя, и группой его бывших коллег, которые приняли решение удержать в своих руках контроль за ситуацией в стране и для достижения этой цели готовы были на все»[2];
- Диа эд-Дин Дауд расценивал майские события как удар именно по демократии. Хотя Садат заявлял, что своей «исправительной революцией» и восстановил в стране демократические свободы и либеральную демократию, на деле он расправлялся со своими политическими противниками, затыкал рот прессе и отправил в тюрьмы 1500 активистов оппозиции. Дауд говорил, что в результате Садат построил только пародию на демократию[70].

В СССР падение Али Сабри воспринимали иначе. Е. М. Примаков называл майские события государственным переворотом. Он писал: «С этого момента — с 14 мая 1971 г. — Анвар Садат стал, по сути дела, единолично править страной. В Египте была установлена его личная диктатура». Авторы вышедшей в 1989 году «Новейшей истории арабских стран Африки» шли дальше и писали о «контрреволюционном перевороте 13 −15 мая 1971 года», так и озаглавив один из разделов статьи о Египте

## Память
В 1980 году в Египте в память Исправительной революции 15 мая 1971 года была выпущена юбилейная монета в 10 милльем.